# Onisaburō Deguchi

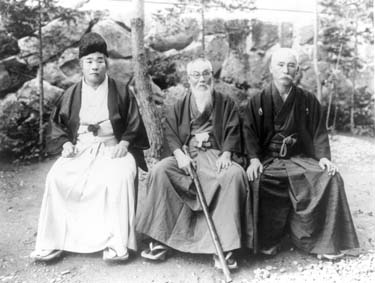
Onisaburō Deguchi, Tōyama Mitsuru et Ryōhei Uchida.

Onisaburō Deguchi (出口 王仁三郎, Deguchi Onisaburō), né le 21 août 1871 dans le village d'Anao dans la province de Tamba au Japon et mort à l'âge de 76 ans le 19 janvier 1948, est un religieux japonais considéré comme le second chef spirituel du mouvement Ōmoto.

## Biographie
Né en 1871 sous le nom de Kisaburō Ueda (上田 喜三郎), Onisaburō est issu d'une famille paysanne et montre dès son plus jeune âge des capacités intellectuelles exceptionnelles et de l'intérêt pour le spirituel. En 1898, il rencontre Nao Deguchi la fondatrice du mouvement religieux Ōmoto. Il entre dans cette religion et en devient rapidement l'une des personnalités clés. En 1900, il épouse la cinquième fille de Nao, Sumiko (Sumi), et adopte le nom d'Onisaburō Deguchi.
En 1908, avec Deguchi Nao, il fonde une école appelée Dai Nihon Shūseikai qui devient la Taihonkyō en 1913 puis la Kōdō Ōmoto en 1916. En 1923, il apprend l'espéranto et commence à l'utiliser dans les activités du mouvement. Il est surtout connu en occident pour avoir été l'enseignant et le mentor religieux de Morihei Ueshiba, le fondateur de l'aïkido.
Croyant en la maxime du mouvement Ōmoto qu'il était du devoir des êtres humains d'avancer ensemble pour arriver à un nouvel âge d'existence sur Terre, Onisaburō consacra ses efforts à répandre la pensée de Nao Deguchi. Il réalisa le Reikai Monogatari (Contes du monde des rêves), une œuvre de 81 volumes qui décrivait ses supposés voyages dans les plans spirituels de l'existence, ainsi que de nombreuses autres histoires religieuses qui exposaient les idéaux spirituels du mouvement Ōmoto.
Tout au long de sa vie, Onisaburō garda un style flamboyant, portait des vêtements richement décorés (de sa propre conception) et se faisait passer pour de nombreuses divinités différentes, surtout bouddhistes et shinto. Il s'habillait également parfois comme un chaman. Son regard sur la vie était plutôt éclectique parfois même au point d'en être scandaleux[précision nécessaire]. À plusieurs moments de sa vie, il clamait être la réincarnation de Miroku Butsu (Maitreya Bouddha) et en appelait souvent à lui-même pour remodeler le monde.
Comme la plupart des adeptes du mouvement Ōmoto, Onisaburō croyait que les kami fondateurs du Japon avaient été chassés par les kami de la lignée impériale et qu'ils l'avaient placé sur Terre pour être un rempart aux autorités de l'époque mais il avait cependant la possibilité de la cacher. Cela le différenciait de Nao Deguchi qui était plus ouverte et plus directe dans ses déclarations. Onisaburō avait un certain talent pour réussir à ne pas s'attirer de problèmes avec les représentants de l'état, tout en même temps s'opposer à leurs actes qu'il trouvait amoraux et de mauvais goût.[C'est-à-dire ?]
Mais la postérité d'Onisaburō fut plutôt dans le domaine artistique, avec les très nombreuses œuvres poétiques et calligraphiques qu'il réalisa. Il s'essaya aussi au cinéma, à la sculpture et à la poterie, laissant après sa mort des milliers d'œuvres aujourd'hui considérés par les amateurs du genre comme de grande valeur, comme en témoigne l'exposition de ses œuvres au Musée Cernuschi de Paris en 1972.